# حمزة منصوري
حمزة منصوري (مواليد 13 أبريل 1999) دراج جزائري. شارك في سباق الطريق للرجال في دورة الألعاب الأولمبية الصيفية 2020. شقيقه إسلام هو أيضا متسابق على الدراجة الهوائية.

## النتائج الرئيسية
2016
بطولة افريقيا للناشئين على الطريق ‏
الأولى  سباق الطرق
الثالثة  سباق الزمن
البطولة الوطنية للناشئين على الطريق
الأولى  سباق الطرق ‏
الأولى  سباق الزمن ‏
2017
بطولة افريقيا للناشئين على الطريق ‏
الأولى  سباق الطرق
الأولى  سباق الزمن
الأولى  سباق الزمن للفرق
الأولى  سباق الزمن، بطولة العرب للناشئين على الطريق
الأولى  بطولة XCO العربية تحت 23 سنة
بطولة مضمار السباق الأفريقية للناشئين
الثانية  Omnium
الثالثة  سبرينت
الثالثة  كيرين
2018
الأولى  سباق الزمن ‏، بطولة الطريق الوطنية تحت 23 سنة
الأولى عام طواف المطارات
الأولى التصفيات 6
الثانية سباق الزمن ‏، بطولات الطرق الوطنية
2019
الأولى  سباق الزمن ‏، بطولة الطريق الوطنية تحت 23 سنة
الرابعة سباق الزمن ‏، بطولات الطرق الوطنية
الثامنة عام تور دو فاسو ‏
الأولى Stage 8
2021
الأولى  سباق الزمن ‏، بطولة الطريق الوطنية تحت 23 سنة
الثانية سباق الزمن ‏، بطولات الطرق الوطنية
بطولات الطريق الأفريقية ‏
الثالثة  سباق الزمن للفرق
الرابعة سباق الزمن

## روابط خارجية
- حمزة منصوري على موقع الاتحاد الدولي للدراجات (الإنجليزية)
- حمزة منصوري على موقع أرشيف الدراجات (الإنجليزية)
- حمزة منصوري على موقع إحصائيات الدراجات الإحترافية (الإنجليزية)
- حمزة منصوري على موقع أوليمبيديا (الإنجليزية)